# Khorman
 (juin 2023).
Les Khorman étaient une tribu berbère localisée à Wadi Ajal au Fezzan en Libye. Ils étaient probablement descendants des Garamantes,. En 1300, ils établirent une dynastie avec Germa comme capitale, après une rébellion réussie contre l'empire du Kanem,,. Ils sont aussi parfois appelés Qurmān' et Husmãn ainsi que Khurmān.

## Campagne contre le Kanem
En 1320, les Khorman menèrent une guerre meurtrière contre l'empire du Kanem et leurs vassaux de la région, et les a vaincus à la bataille de Tafnidilt. Cette guerre s'est soldée par des pertes importantes pour le Kanem et la perte de tout le territoire du Fezzan et du nord-ouest de la bande d'Aouzou.

## Conquête de Ghadamès
Quelque temps après leur guerre avec le Kanem, en 1330, les Khorman menèrent une grande campagne contre Ghadamès. Certaines sources arabes suggèrent l'implication des Hafsides, mais aucune source claire ne suggère qu'ils ont pu capturer Ghadamès.